# Tommy Werner
Tommy Henrik Werner, in den USA auch Tom Werner, (* 31. März 1966 in Karlskrona) ist ein ehemaliger schwedischer Schwimmer, der eine olympische Silbermedaille und bei Weltmeisterschaften einmal Gold und einmal Silber gewann. Bei Europameisterschaften erschwamm Werner drei Silber- und fünf Bronzemedaillen.

## Karriere

### Die 1980er Jahre
Bei den Olympischen Spielen 1984 in Los Angeles erreichte die schwedische 4-mal-200-Meter-Freistilstaffel mit Michael Söderlund, Tommy Werner, Anders Holmertz und Thomas Lejdström den sechsten Platz. Im Jahr darauf bei den Schwimmeuropameisterschaften 1985 in Sofia trat Tommy Werner in vier Wettbewerben an und gewann drei Medaillen. Über 200 Meter Freistil erhielt er die Bronzemedaille hinter Michael Groß aus der Bundesrepublik Deutschland (BRD) und Sven Lodziewski aus der DDR. Über 100 Meter Freistil wurde er Vierter. Die schwedische 4-mal-200-Meter-Freistilstaffel mit Anders Holmertz, Per Johansson, Michael Söderlund und Tommy Werner gewann die Silbermedaille hinter der Staffel aus der BRD und die 4-mal-100-Meter-Freistilstaffel mit Bengt Baron, Söderlund, Werner und Johansson wurde Dritte hinter den Staffeln aus der BRD und der DDR.
1986 wurde Tommy Werner über 100 Meter Freistil Zehnter bei den Weltmeisterschaften in Madrid. Die einzige Finalteilnahme gelang ihm mit der 4-mal-100-Meter-Freistilstaffel, die in der Besetzung Werner, Johansson, Söderlund und Holmertz den fünften Platz erreichte. 1987 bei den Europameisterschaften in Straßburg siegte die 4-mal-200-Meter-Freistilstaffel aus der BRD vor der aus der DDR. Sieben Sekunden hinter der DDR-Staffel schwammen Tommy Werner, Michael Söderlund, Anders Holmertz und Markus Eriksson zur Bronzemedaille.
1988 bei den Olympischen Spielen 1988 in Seoul trat Tommy Werner in vier Wettbewerben an und erreichte dreimal das A-Finale, nur über 200 Meter Freistil verfehlte er den Einzug in die nächste Runde. Über 100 Meter Freistil schwamm er als Achtschnellster der Vorläufe ins Finale und belegte dann auch den achten Platz. Die schwedische 4-mal-200-Meter-Freistilstaffel mit Anders Holmertz, Tommy Werner, Michael Söderlund und Christer Wallin schwamm auf den sechsten Platz. Die 4-mal-100-Meter-Freistilstaffel mit Per Johansson, Tommy Werner, Joakim Holmquist und Göran Titus wurde Fünfte. Im Jahr darauf bei den Europameisterschaften 1989 in Bonn wurde Tommy Werner Fünfter über 100 Meter Freistil. Die 4-mal-200-Meter-Freistilstaffel mit Holmertz, Werner, Söderlund und Henrik Jangwall wurde Vierte. Die 4-mal-100-Meter-Freistilstaffel mit Tommy Werner, Anders Holmertz, Håkan Karlsson und Joakim Holmqvist erkämpfte die Bronzemedaille hinter den Staffeln aus der BRD und aus Frankreich.

### Die 1990er Jahre
Die Weltmeisterschaften 1991 wurden im Januar in Perth ausgetragen. Tommy Werner erhielt über 100 Meter Freistil die Silbermedaille hinter Matt Biondi aus den Vereinigten Staaten und vor dem Italiener Giorgio Lamberti. Die 4-mal-100-Meter-Freistilstaffel mit Lars-Ove Jansson, Per Johansson, Anders Holmertz und Tommy Werner sowie die 4-mal-200-Meter-Freistilstaffel mit Christer Wallin, Tommy Werner, Jan Bidrman und Anders Holmertz erreichten als drittbeste europäische Staffel jeweils den vierten Platz. Im August 1991 bei den Europameisterschaften in Athen wurde Tommy Werner Sechster über 100 Meter Freistil. Die schwedische 4-mal-100-Meter-Freistilstaffel mit Tommy Werner, Göran Titus, Anders Holmertz und Lars-Ove Jansson erhielt die Bronzemedaille hinter der sowjetischen und der deutschen Staffel.
Bei den Olympischen Spielen 1992 in Barcelona trat Werner wie vier Jahre zuvor in vier Wettbewerben an. Über 200 Meter Freistil gelang ihm der Einzug ins B-Finale, er zog aber vor dem B-Finale zurück. Die schwedische 4-mal-200-Meter-Freistilstaffel mit Christer Wallin, Anders Holmertz, Tommy Werner und Lars Frölander erreichte das Finale mit der drittschnellsten Zeit. Im Endlauf siegte die Staffel des Vereinten Teams mit über dreieinhalb Sekunden Vorsprung vor den Schweden. Über 100 Meter Freistil kam Werner als Achtschnellster der Vorläufe ins Finale und belegte dann den sechsten Platz, wobei er mit 49,63 Sekunden die gleiche Zeit schwamm, wie im Finale der Weltmeisterschaften 1991. Die schwedische 4-mal-100-Meter-Freistilstaffel belegte mit Tommy Werner, Håkan Karlsson, Fredrik Letzler und Anders Holmertz den fünften Platz.
Bei den Europameisterschaften 1993 in Sheffield wurde Tommy Werner über 100 Meter Freistil zweiter hinter dem Russen Alexander Popow. Ebenfalls Silber gewann die 4-mal-100-Meter-Freistilstaffel mit Anders Holmertz, Lars Frölander, Tommy Werner und Fredrik Letzler. Ende 1993 fanden die ersten Kurzbahnweltmeisterschaften in Palma statt. Tommy Werner wurde Fünfter über 100 Meter Freistil. Die schwedische 4-mal-200-Meter-Freistilstaffel gewann den Titel. Bei den Weltmeisterschaften 1994 in Rom belegte Werner über 100 Meter Freistil den sechsten Platz. Die schwedische 4-mal-200-Meter-Freistilstaffel mit Christer Wallin, Tommy Werner, Lars Frölander und Anders Holmertz gewann in Rom den Titel vor der russischen und der deutschen Staffel. Drei Tage später schwammen Werner, Letzler, Frölander und Holmertz auf den fünften Platz im Finale der 4-mal-100-Meter-Freistilstaffeln. Nach zehn Jahren in der erweiterten Weltspitze beendete Tommy Werner 1994 seine internationale Karriere.
Der 1,90 m große Tommy Werner schwamm für den Karlskrona Simsällskap. Während seines Studiums an der University of California, Berkeley schwamm er für deren Sportmannschaft, die California Golden Bears.